# シャルル・ド・モンタルナル
シャルル・ド・モンタルナル（Charles de Montarnal, 1867年 - 没年不詳）は、フランスの建築家。
エコール・デ・ボザール出身で、ジナン・アトリエ出身、オフィスビルや店舗といった商業建築で活躍。
特に、1864年に計画されたレオミュール118番街に、1900年に建てられたパリの問屋街のオフィスビルは代表作で、その華麗な様式もその時代を代表するものである。